# Jih Spojených států amerických

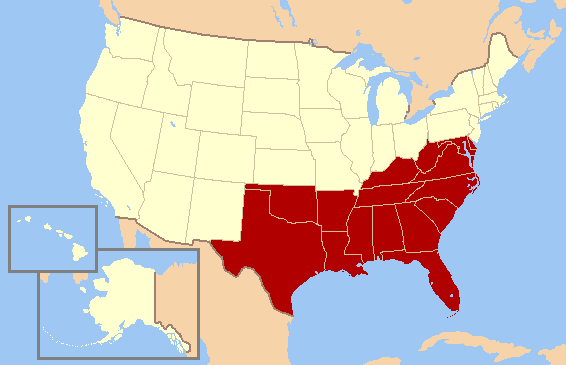
Jih Spojených států dle definice United States Census Bureau

Jih Spojených států amerických (anglicky Southern United States), označovaný též jako americký jih (anglicky American South), je oblast jihovýchodních a jižních Spojených států amerických. Oblast je známa pro svou specifickou kulturu a dějiny, rovněž tak se zde vyvinuly svébytné zvyky, hudební styly a kuchyně. Jedinečné dědictví regionu formovala řada různých událostí, zdrojů a jevů, počínaje původními domorodými Američany, přes příchod evropských přistěhovalců, přivlečení stovek tisíc zotročených Afričanů, historickou závislost na otrokářství, přítomnost významného procenta Afroameričanů a konče obdobím po pádu Konfederace v občanské válce.
Historicky byl region silně závislý na zemědělství, ale v několika posledních desetiletích 20. století zaznamenal vyšší míru industrializace a urbanizace, což láká národní a mezinárodní migranty. Americký jih se řadí mezi nejrychleji rostoucí oblasti Spojených států. Navzdory prudkému ekonomickému růstu přetrvává v regionu chudoba a všechny jižanské státy, s výjimkou Marylandu, Virginie a Floridy, mají vyšší míru chudoby, než je celostátní průměr. Chudoba je přitom běžná zejména ve venkovských oblastech. Sociologický výzkum naznačuje, že jižanská kolektivní identita pochází z politické, demografické a kulturní odlišnosti. Studie ukázaly, že jsou jižané výrazně konzervativnější než jiní Američané, a to především v otázkách náboženství, morálky, mezinárodních vztahů a etnických vztahů.
Dle definice United States Census Bureau tvoří jih Spojených států šestnáct států Unie. K roku 2010 zde žilo odhadem 114 555 744 obyvatel, což je přibližně 37 % všech obyvatel USA. Jde tak o nejlidnatější region Spojených států. Region je dle zmíněné definice dělen na menší oblasti:
- Jihoatlantská oblast (South Atlantic States): Florida, Georgie, Maryland, Severní Karolína, Jižní Karolína, Virginie, Západní Virginie a Delaware
- Východní jižní státy (East South Central States): Alabama, Kentucky, Mississippi a Tennessee
- Západní jižní státy (West South Central States): Arkansas, Louisiana, Oklahoma a Texas